# Jogo do Bicho

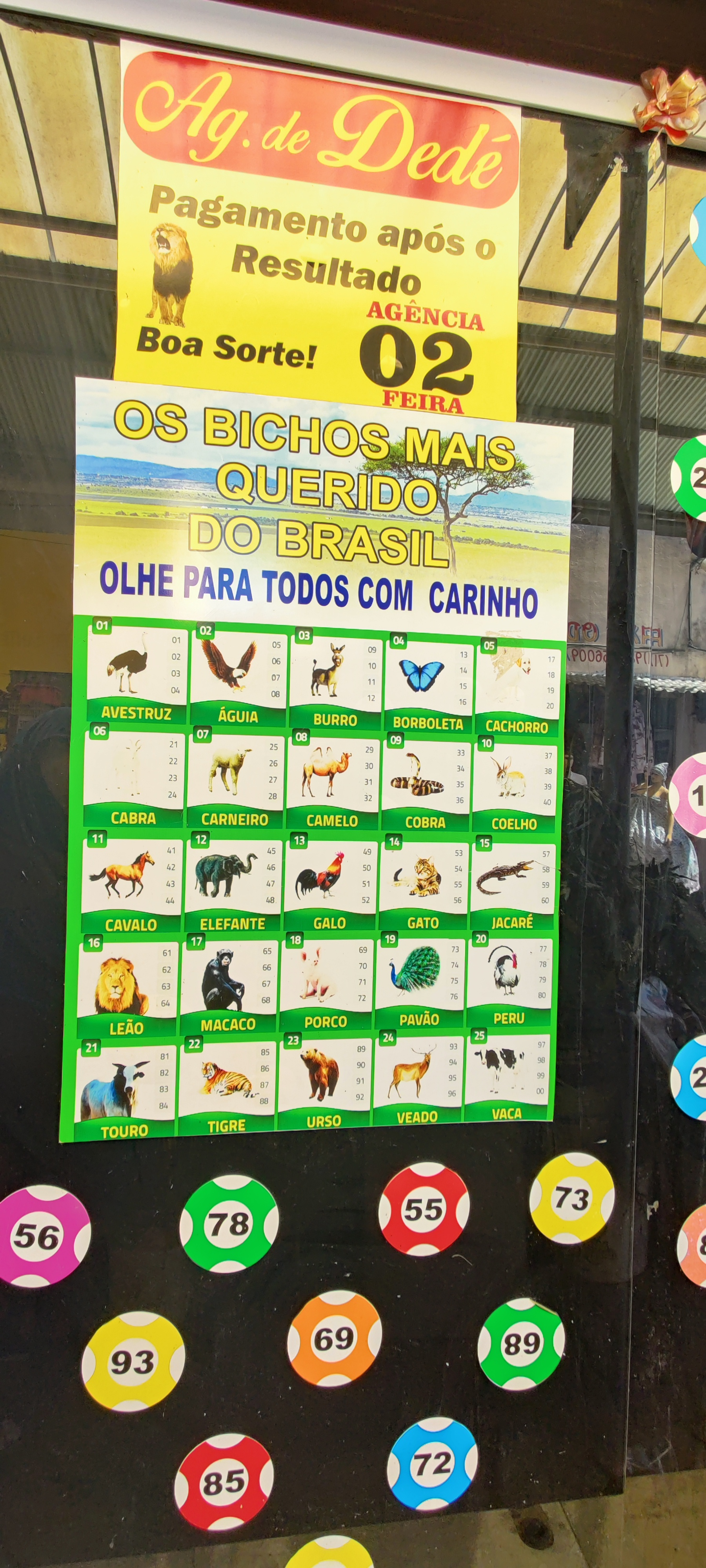
Aushang der Tiere und zugehörigen Nummern des Jogo do Bicho bei einem Lotteriegeschäft in der Feira de São Joaquim (Salvador): „Os bichos mais queridos do Brasil. Olhe para todos com carinho“, zu Deutsch in etwa „Die beliebtesten Tiere Brasiliens. Betrachte alle mit Hingabe.“

Das Jogo do Bicho (portugiesisch für „Tierspiel“) ist ein illegales Lotteriespiel in Brasilien.

## Ursprung
Um 1885 herum erfand ein Mitarbeiter eines Zoos aus Rio de Janeiro eine Lotterie, um dringend benötigte Mittel aufzutreiben. Er ordnete 25 leicht zu merkende Tiere des Zoos (mehr oder weniger) alphabetisch und wies jedem Tier vier aufeinanderfolgende Nummern zu.
Beim Jogo do Bicho setzt der Teilnehmer einen Betrag auf ein Tier, dessen vier Nummern in einer oder mehreren Ziehungen von vierstelligen Zahlen (0000–9999) vorkommen können. Teilweise gibt es mehrere Ziehungen pro Tag oder es wird auf die Resultate offizieller Lotterien gewettet. Die Auszahlung reicht von geringen Vielfachen bis zu 50.000-facher Auszahlung (bei „vier von vier Richtigen“ in einer bestimmten Ziehung).

## Heutige Situation
Heute ist das Jogo do Bicho besonders in der armen Bevölkerung verbreitet, da mit beliebigen Beträgen gespielt werden kann und die Tiere leicht zu merken sind, obwohl die Auszahlungen und Prämien kompliziert berechnet und kombiniert werden. Vor dem Hintergrund des verbreiteten Analphabetismus in Brasilien ist die Bildhaftigkeit ein wichtiger Akzeptanzfaktor im Unterschied zu offiziellen Lotterien, bei denen komplexere Lotteriescheine ausgefüllt werden müssen. Das Jogo do Bicho kommt durch den engen Kontakt zwischen Spieler und Agenten sogar mit mündlichen Vereinbarungen aus.
Der Kontakt mit der Spielleitung erfolgt über einen Agenten, einen cambista (Wechsler). Mit der eigentlichen Spielleitung (dem bicheiro) hat ein Spieler aufgrund der Illegalität des Spieles keinen Kontakt. Die Annahme häufig gespielter Zahlenkombinationen wird von der Spielleitung kontrolliert, um die Bankrottgefahr zu verringern. Solche Nummern können beispielsweise Jahreszahlen oder Pferdenummern sein.
Das Jogo do Bicho und die mit ihm zusammenhängenden Personen und Organisationen sind in der brasilianischen Gesellschaft Gegenstand großer Kontroversen und von geringem Ansehen – bicheiros und Zuhälter werden oft in einem Atemzug genannt. Während viele Leute die Möglichkeit einer Lotterie für Arme schätzen, muss auf die regelmäßig um das Spiel entstehenden illegalen Strukturen verwiesen werden.

## Organisiertes Verbrechen
Da beim Jogo do Bicho große Mengen Geldes fließen, die vom Staat nicht kontrolliert werden, standen das Spiel und seine Organisatoren seit jeher in Verbindung mit dem Organisierten Verbrechen. In großen Städten wie Rio de Janeiro wurden bicheiros mit dem Spiel reich und verteidigten ihre Reviere teils mit Gewalt, teils diente das Spiel dem „etablierten“ Verbrechen als zusätzliche Einnahmequelle. In den 1970er Jahren finanzierten bicheiros aus Imagegründen häufig Sambaschulen wie Botafogo.
Das Jogo do Bicho ist heute in ganz Brasilien verboten, wird jedoch de facto häufig toleriert (so in Rio de Janeiro), da die Behörden teilweise an den bicheiros mitverdienen. Das Durchführen wie auch die Teilnahme an dem Spiel stehen unter Strafe. Touristen ist dringend von der Teilnahme abzuraten, obgleich sie selten in Kontakt mit dem Spiel kommen.

## Tiere und ihre Bedeutung

01 Avestruz (Vogel Strauß) 01-02-03-04
02 Águia (Weißkopfseeadler) 05-06-07-08
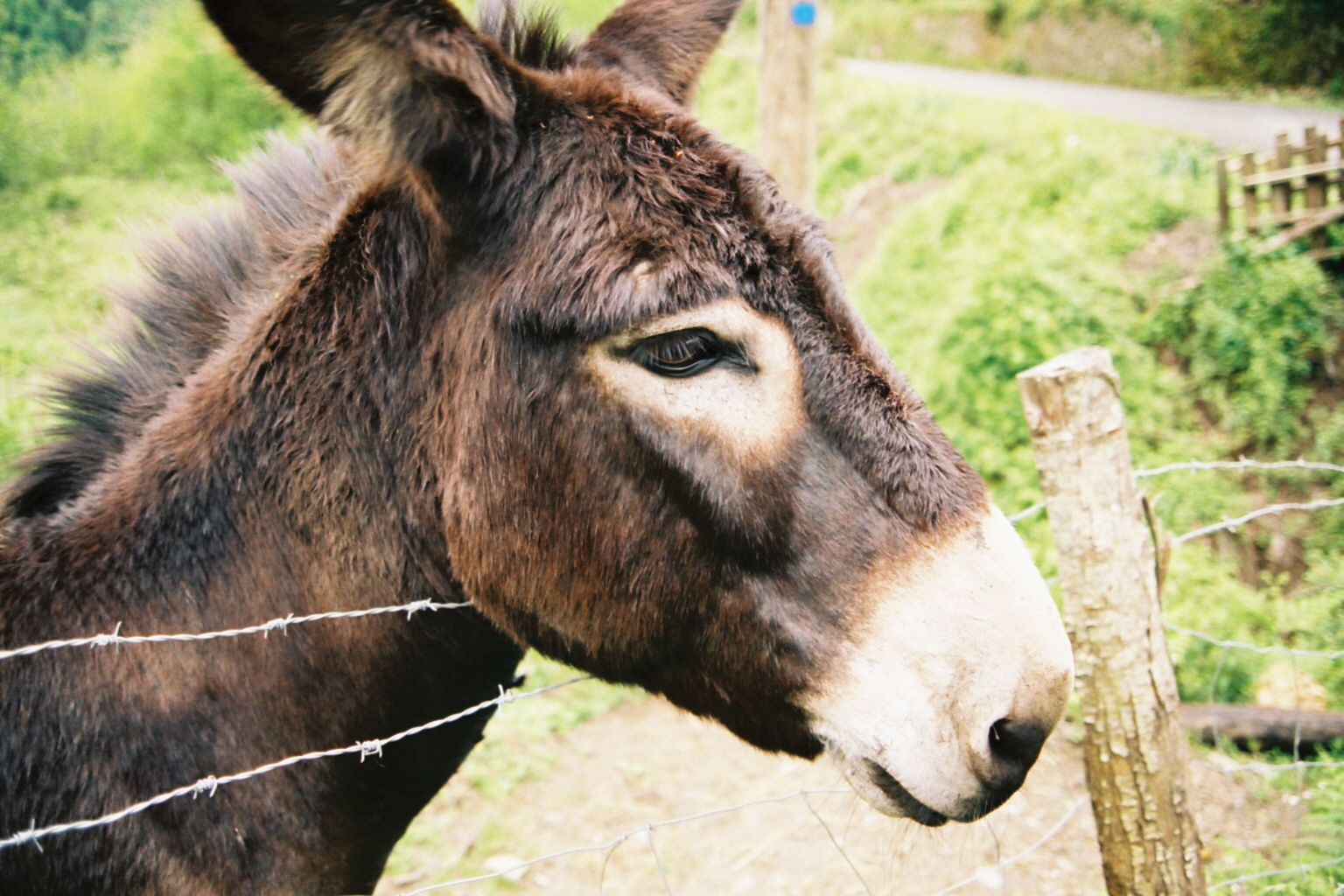
03 Burro (Hausesel) 09-10-11-12
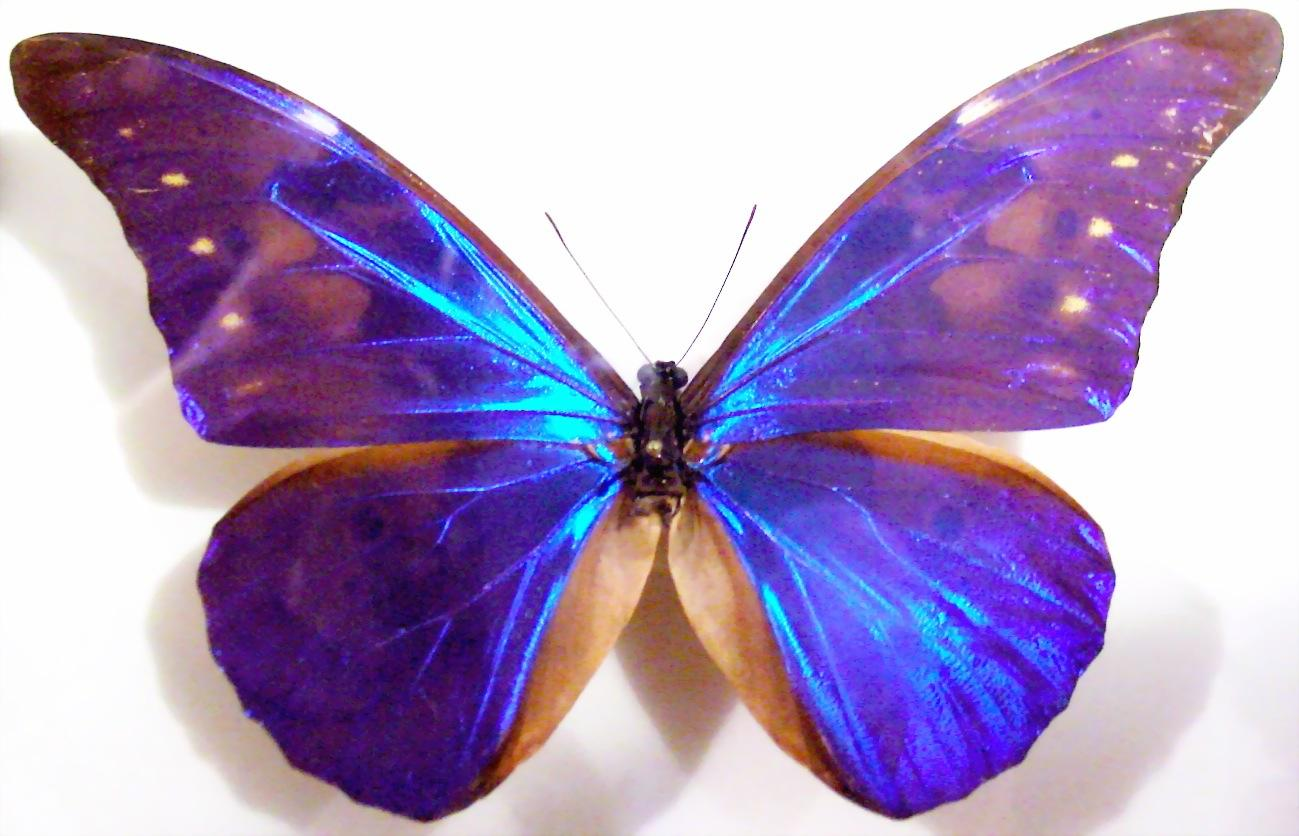
04 Borboleta (Schmetterling) 13-14-15-16
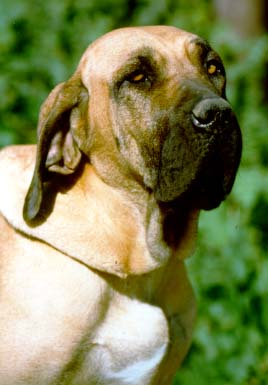
05 Cachorro (Hund) 17-18-19-20
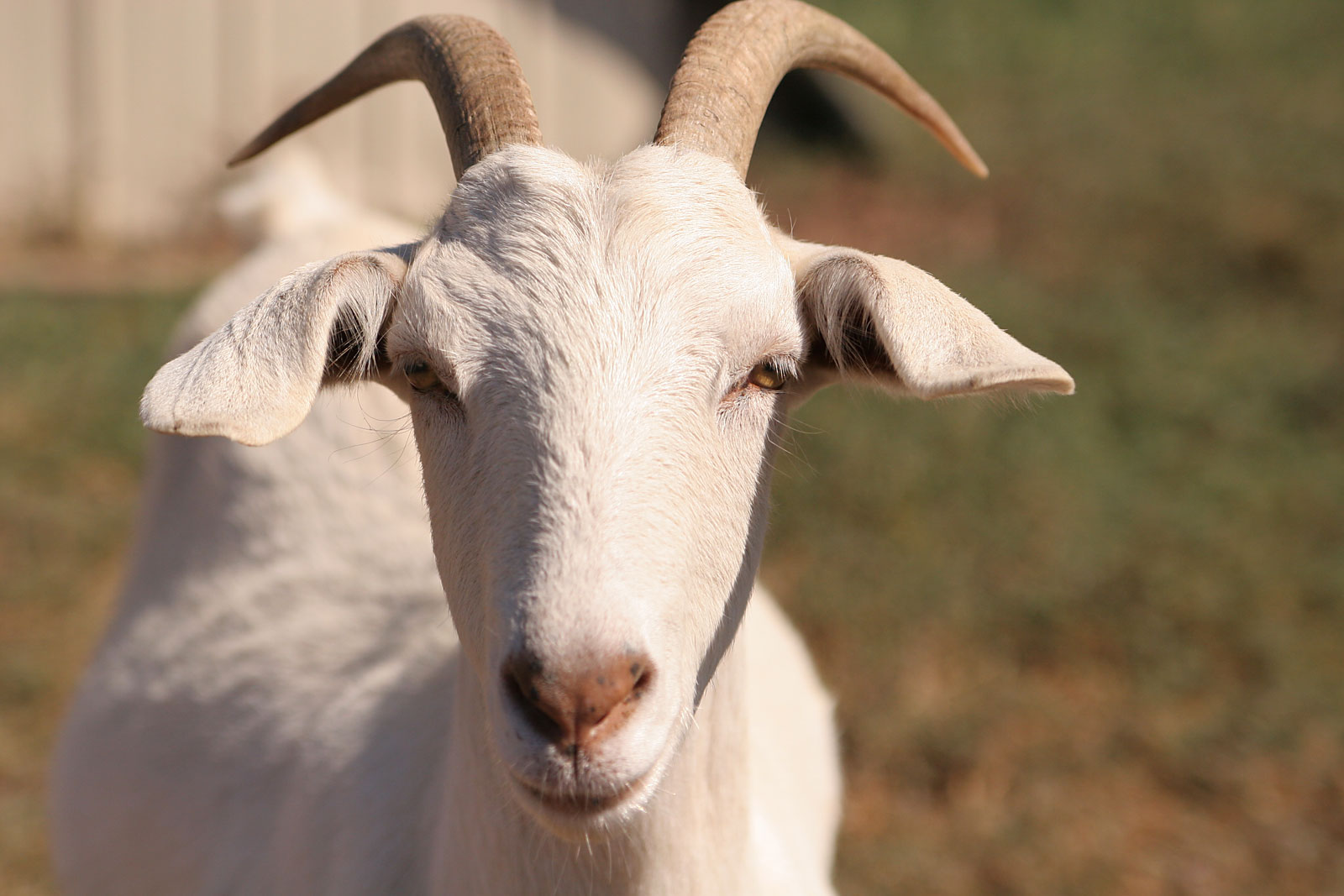
06 Cabra (Ziege) 21-22-23-24
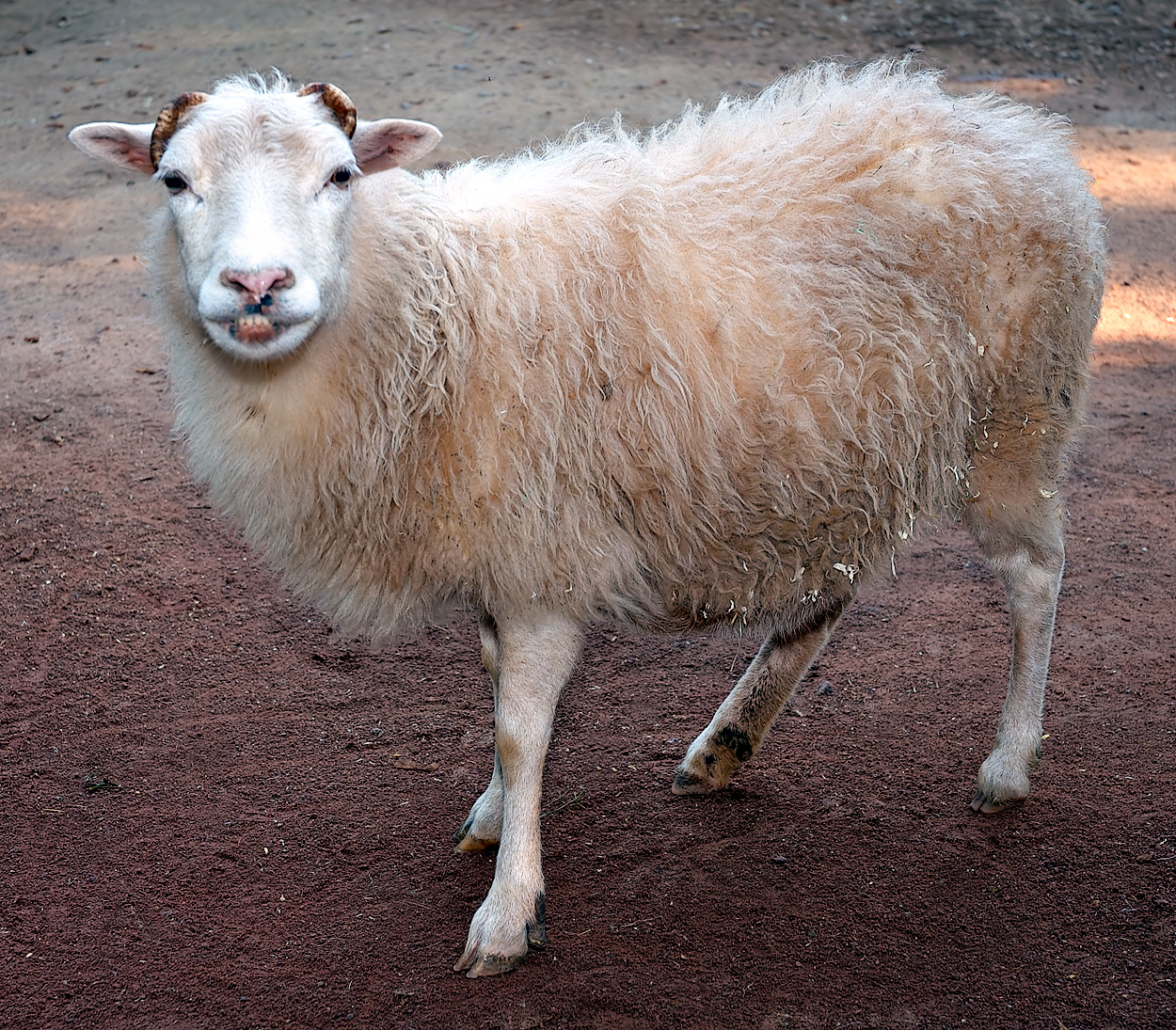
07 Carneiro (Schaf/Hammel) 25-26-27-28
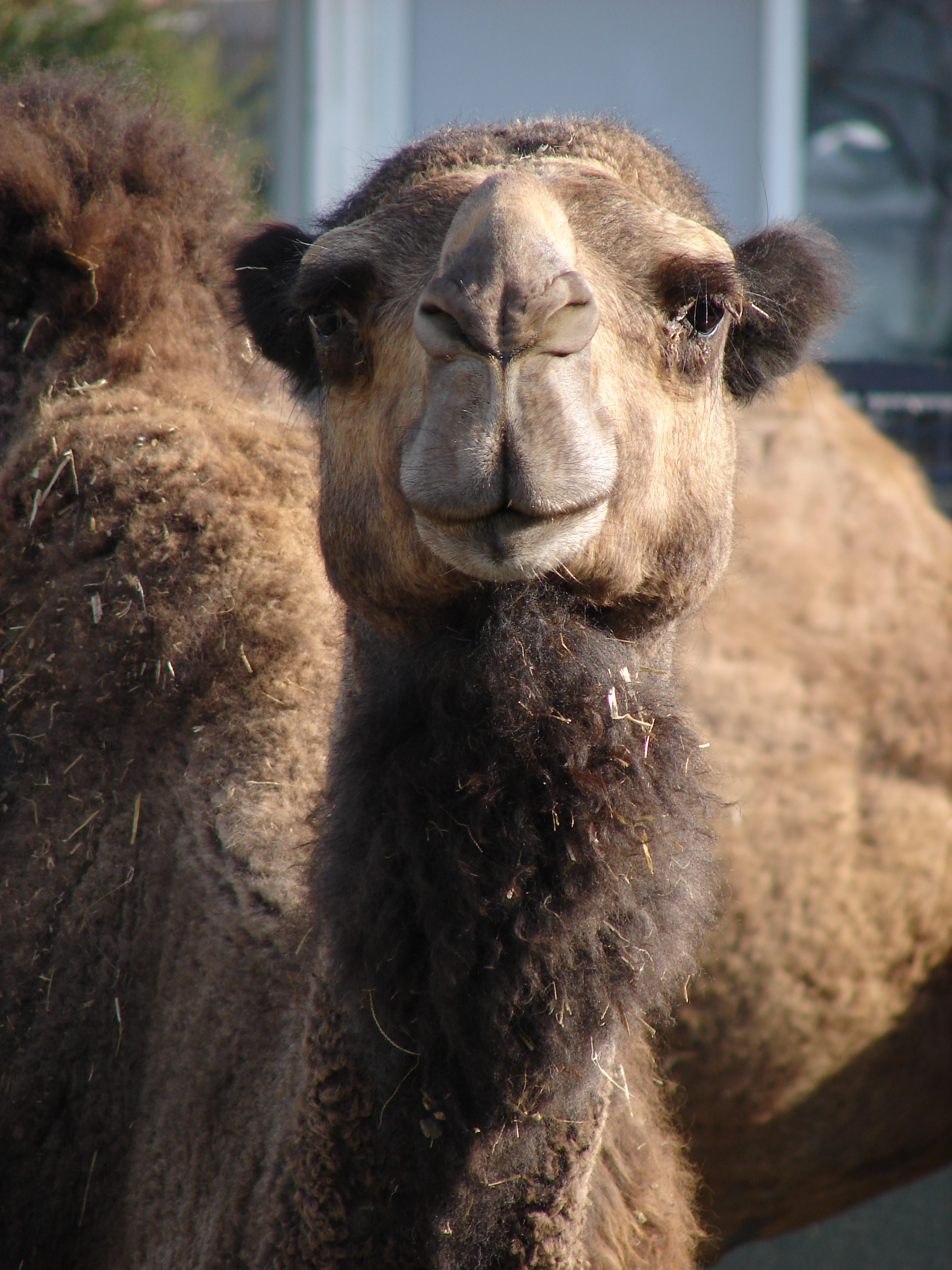
08 Camelo (Kamel) 29-30-31-32
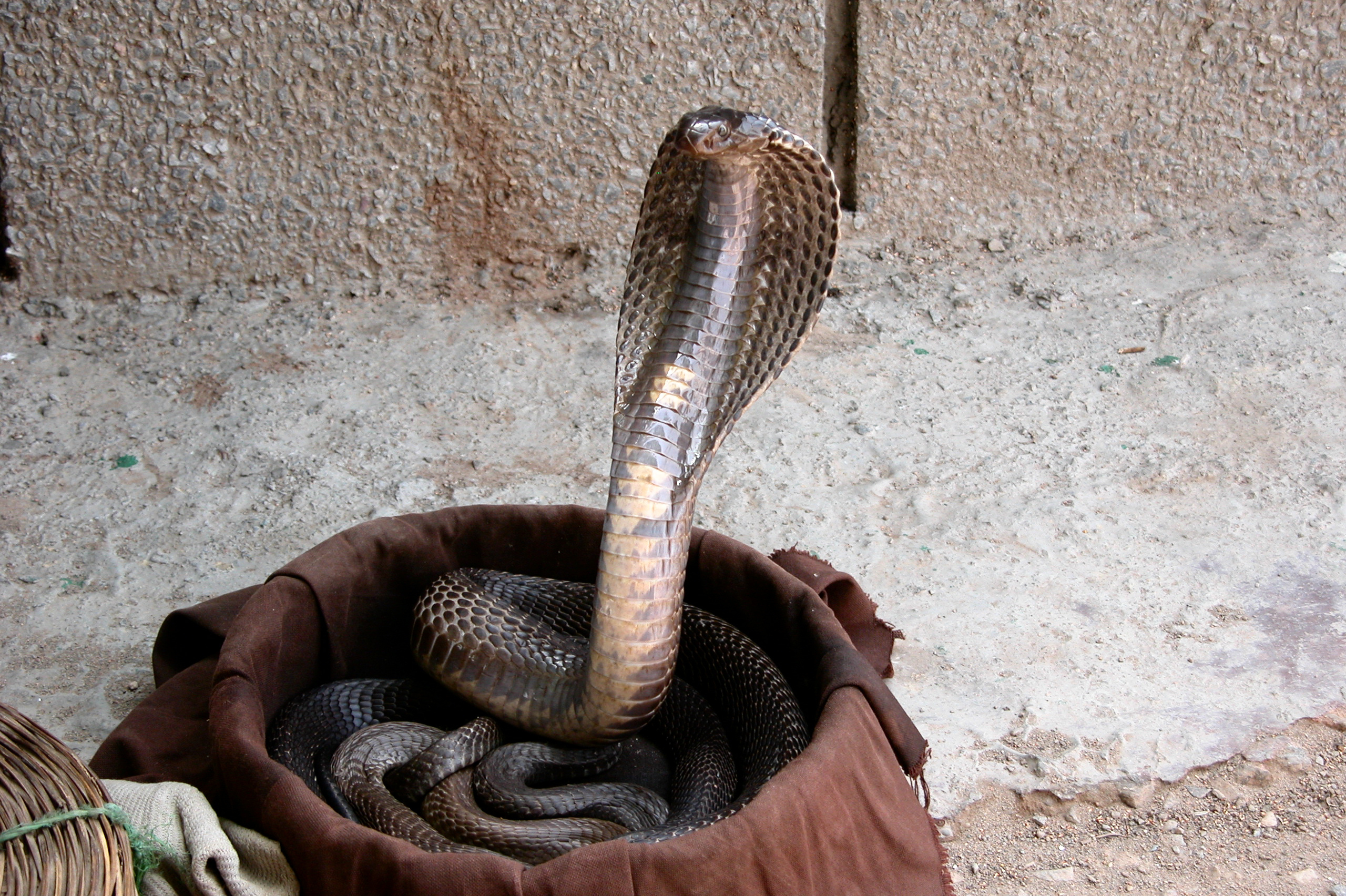
09 Cobra (Kobra/Schlange) 33-34-35-36
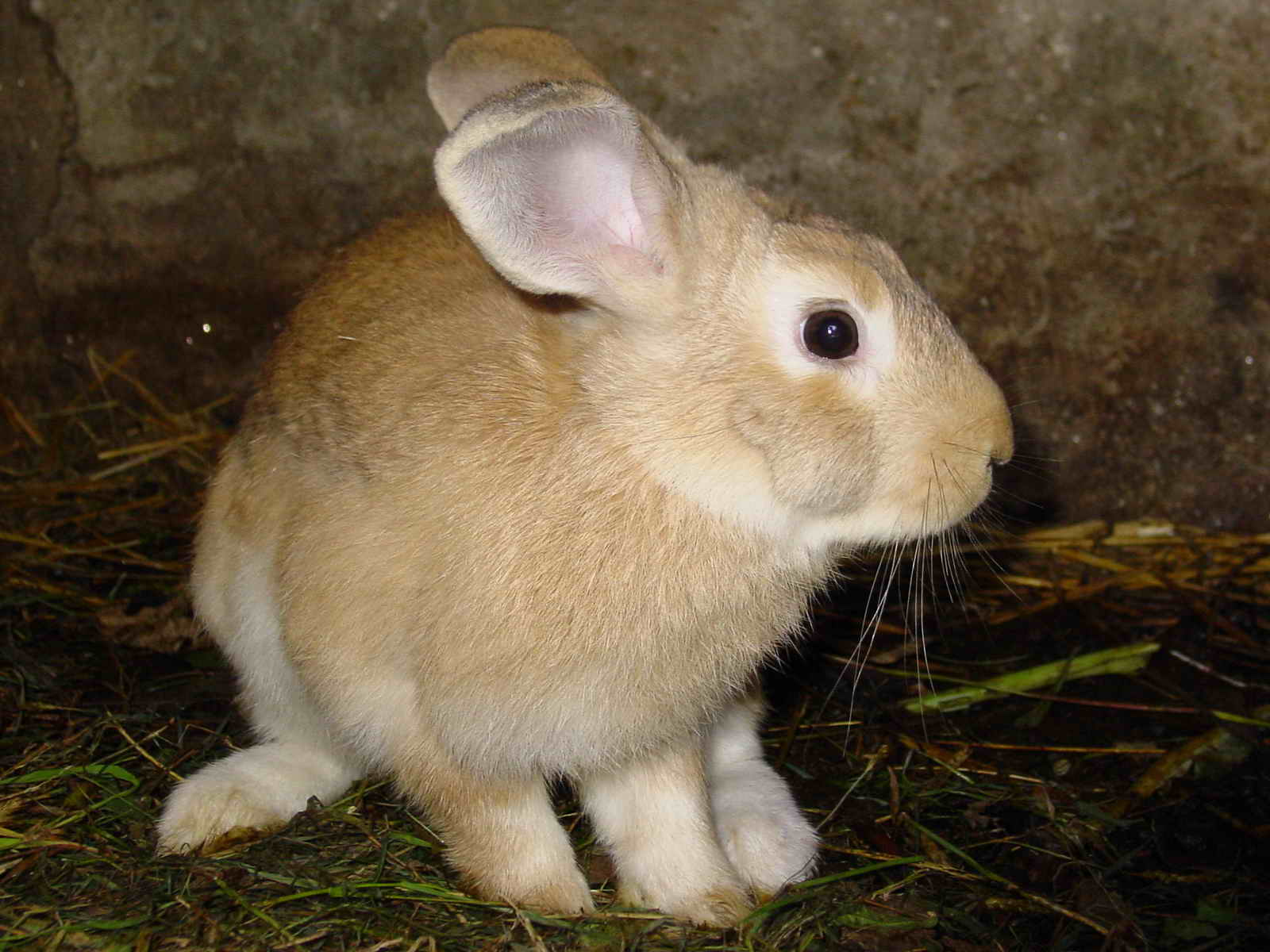
10 Coelho (Hase) 37-38-39-40
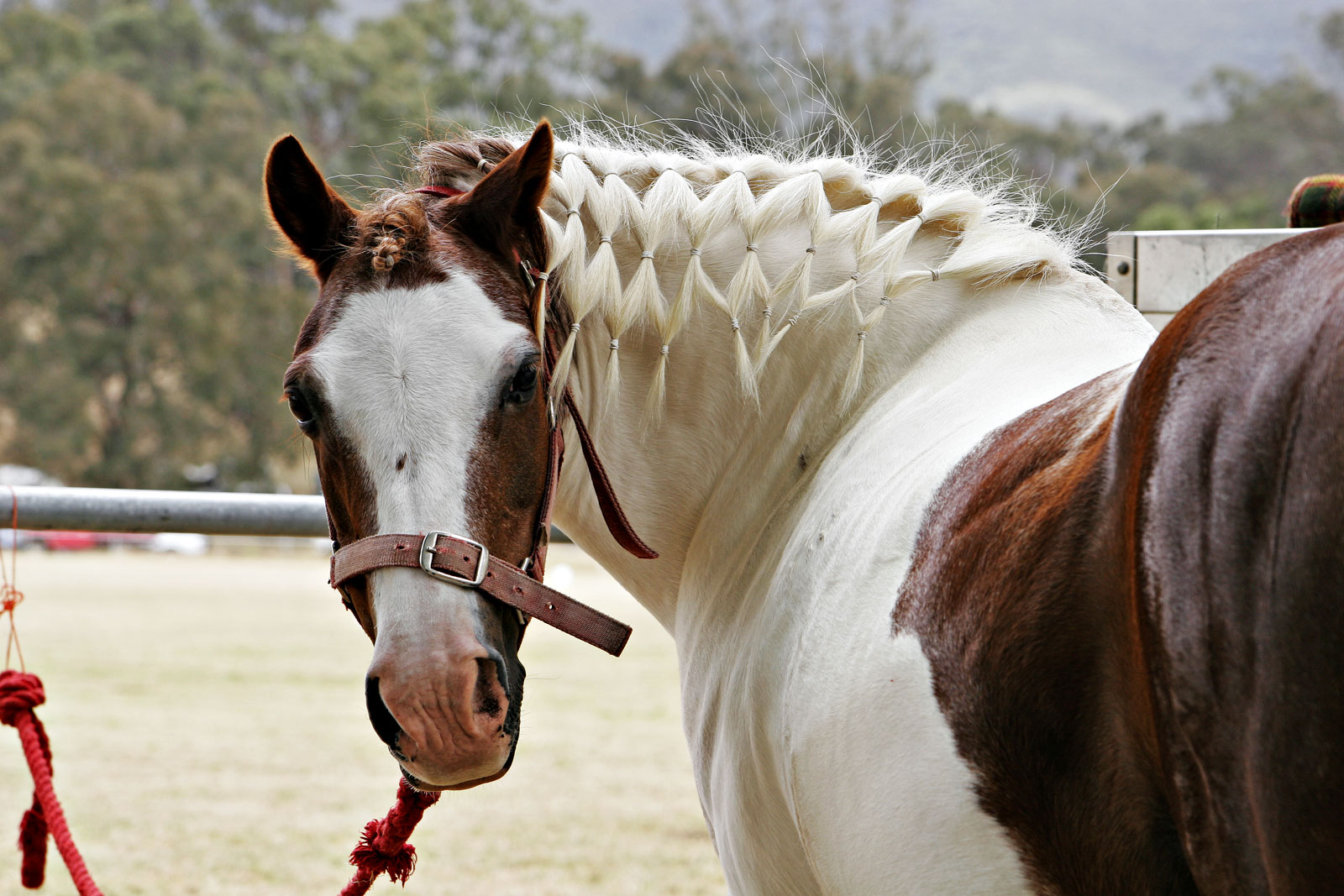
11 Cavalo (Pferd) 41-42-43-44
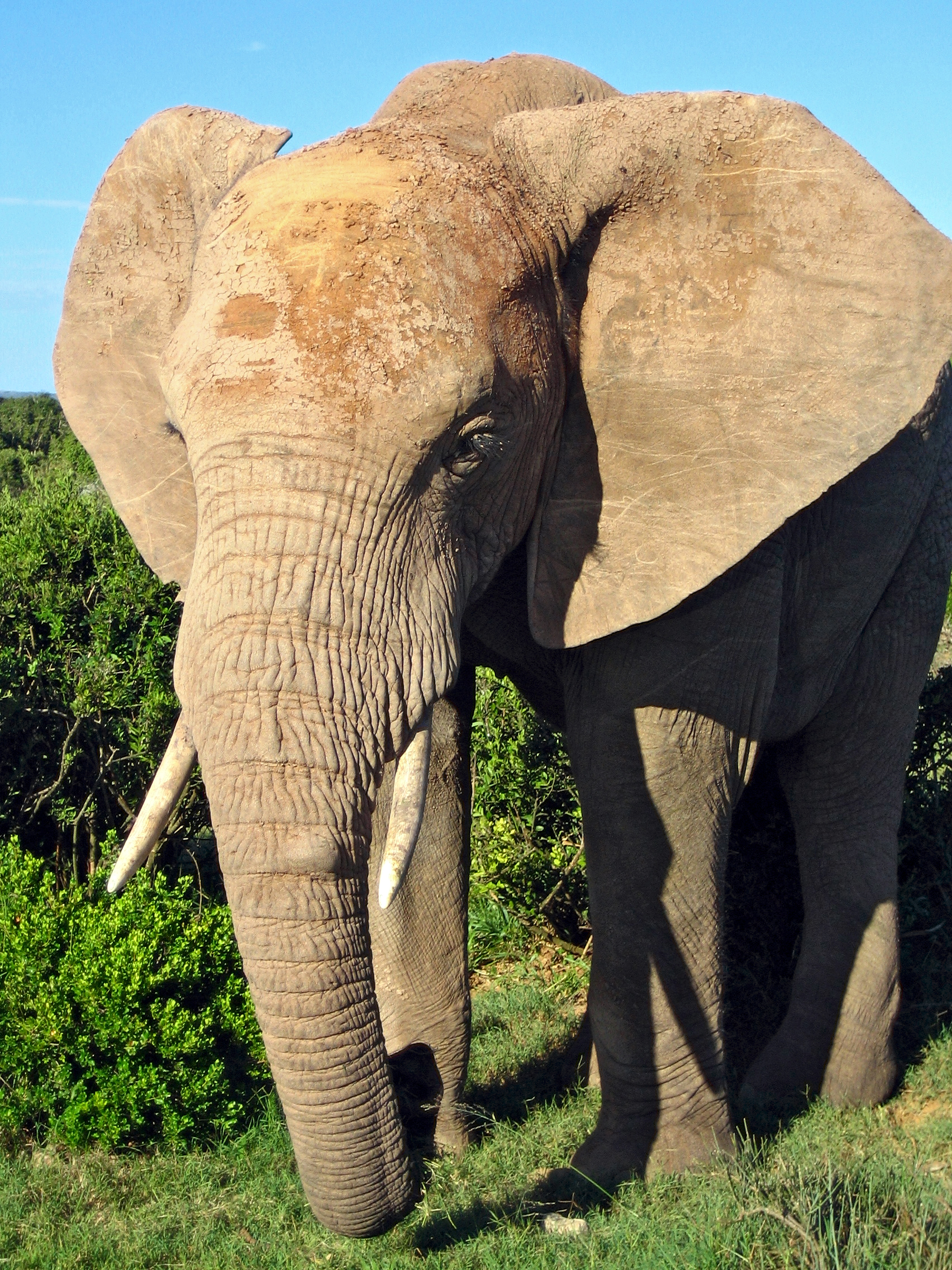
12 Elefante (Elefant) 45-46-47-48
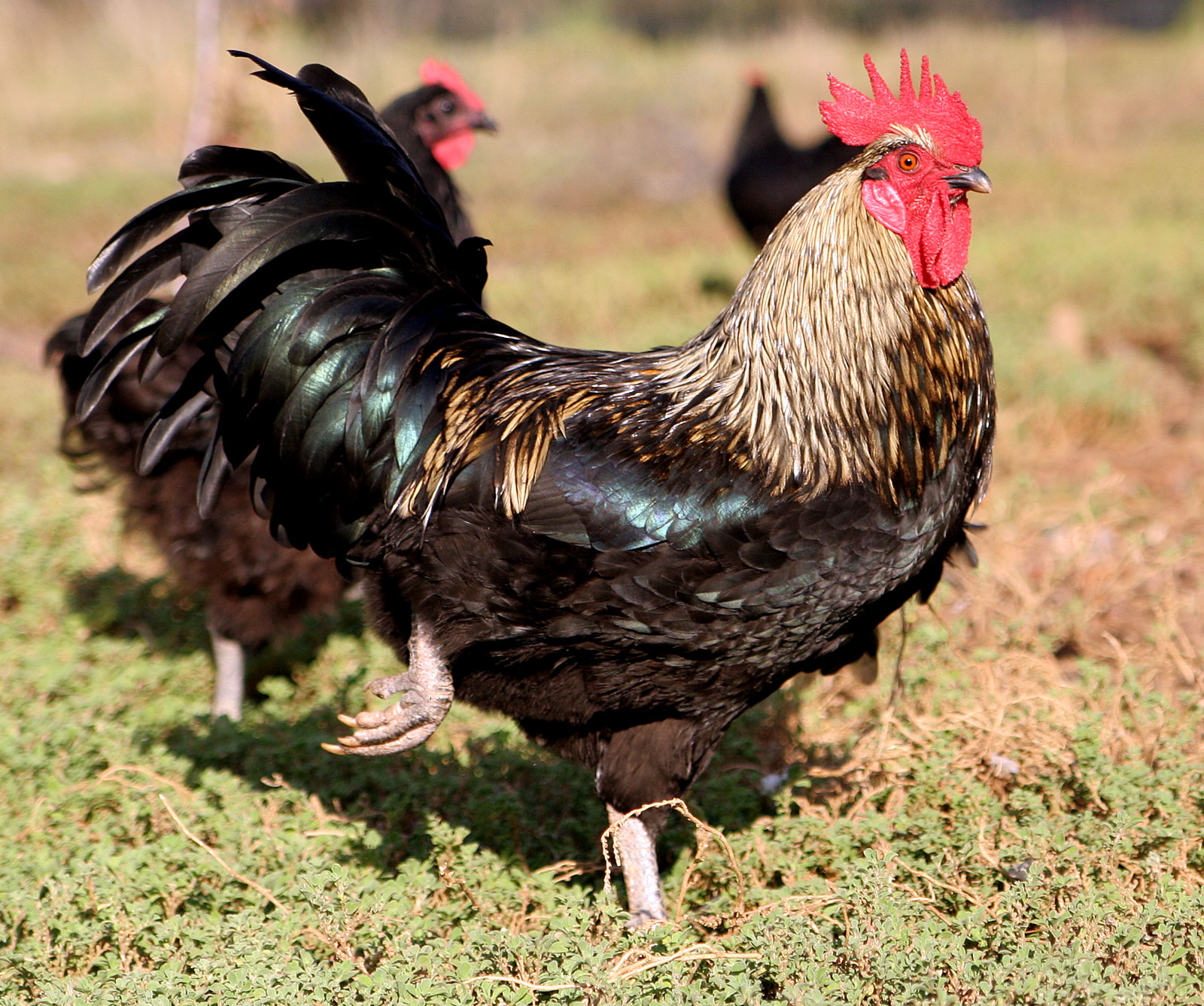
13 Galo (Hahn) 49 50 51 52
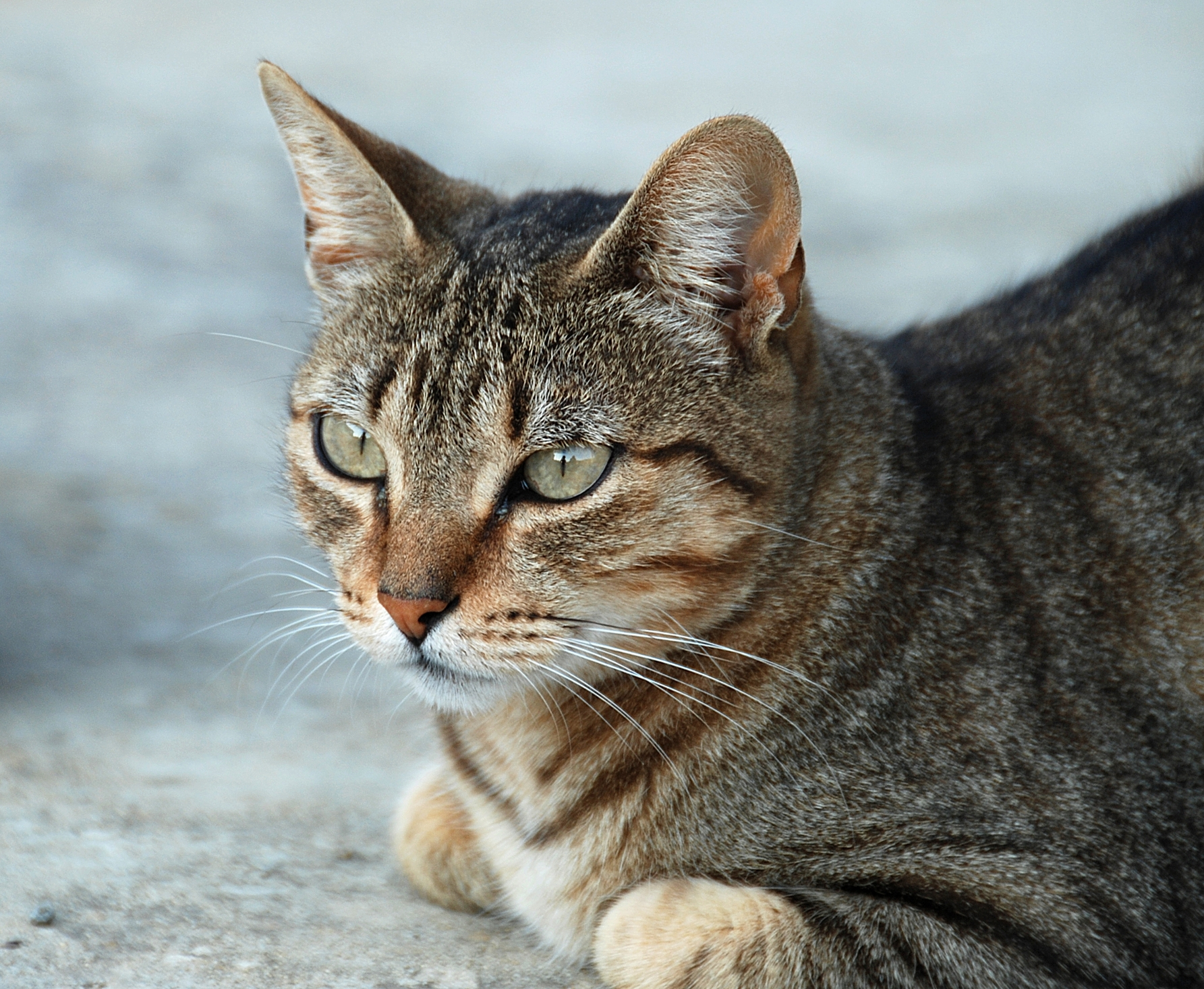
14 Gato (Katze) 53-54-55-56
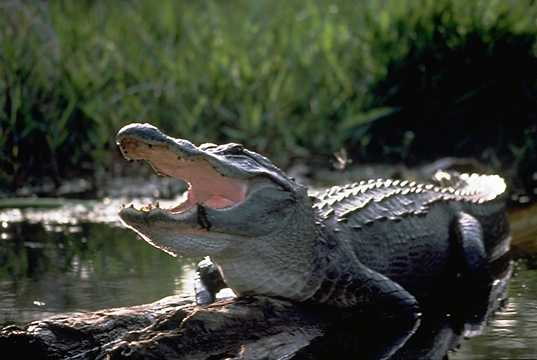
15 Jacaré (Krokodil) 57-58-59-60
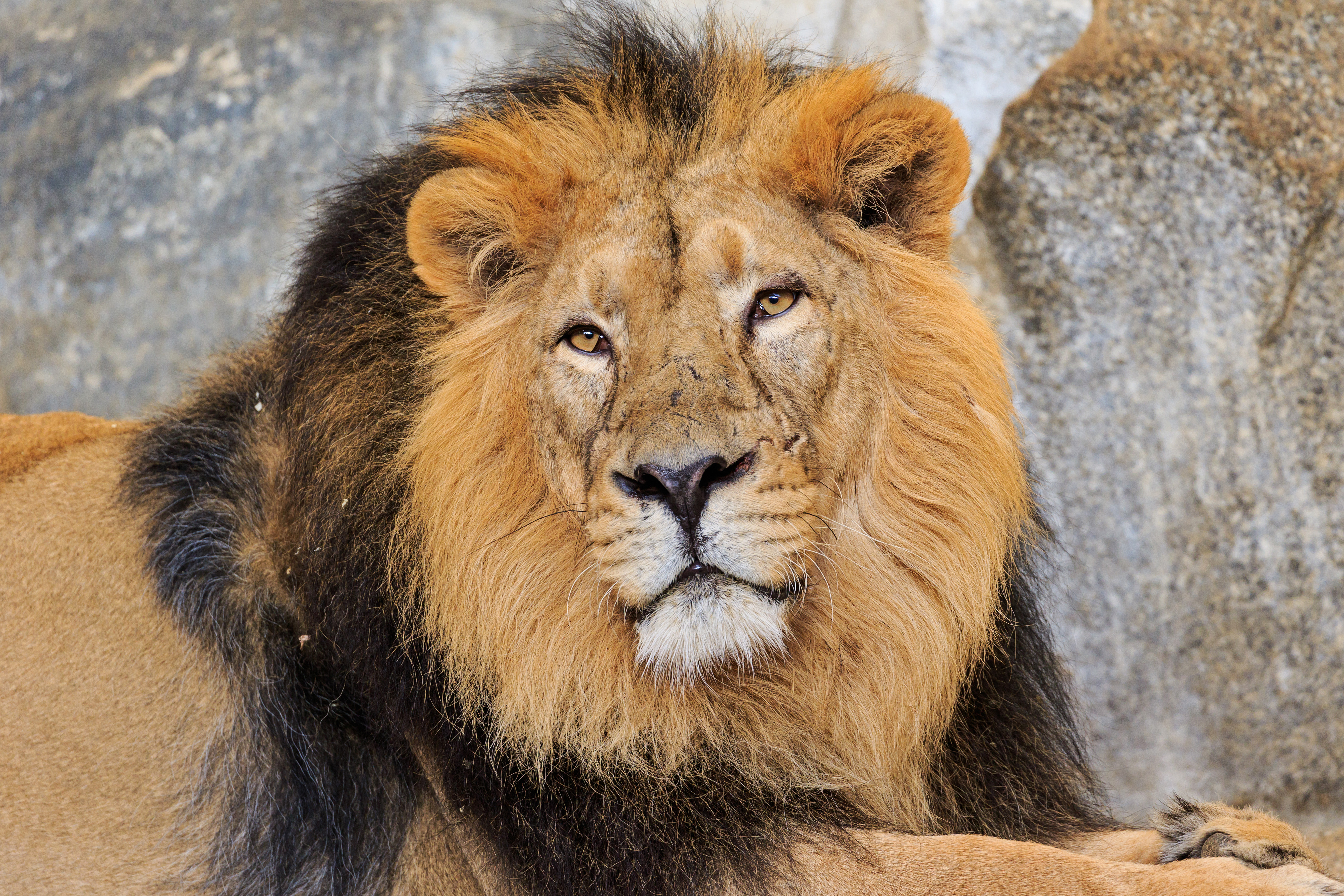
16 Leão (Löwe) 61-62-63-64
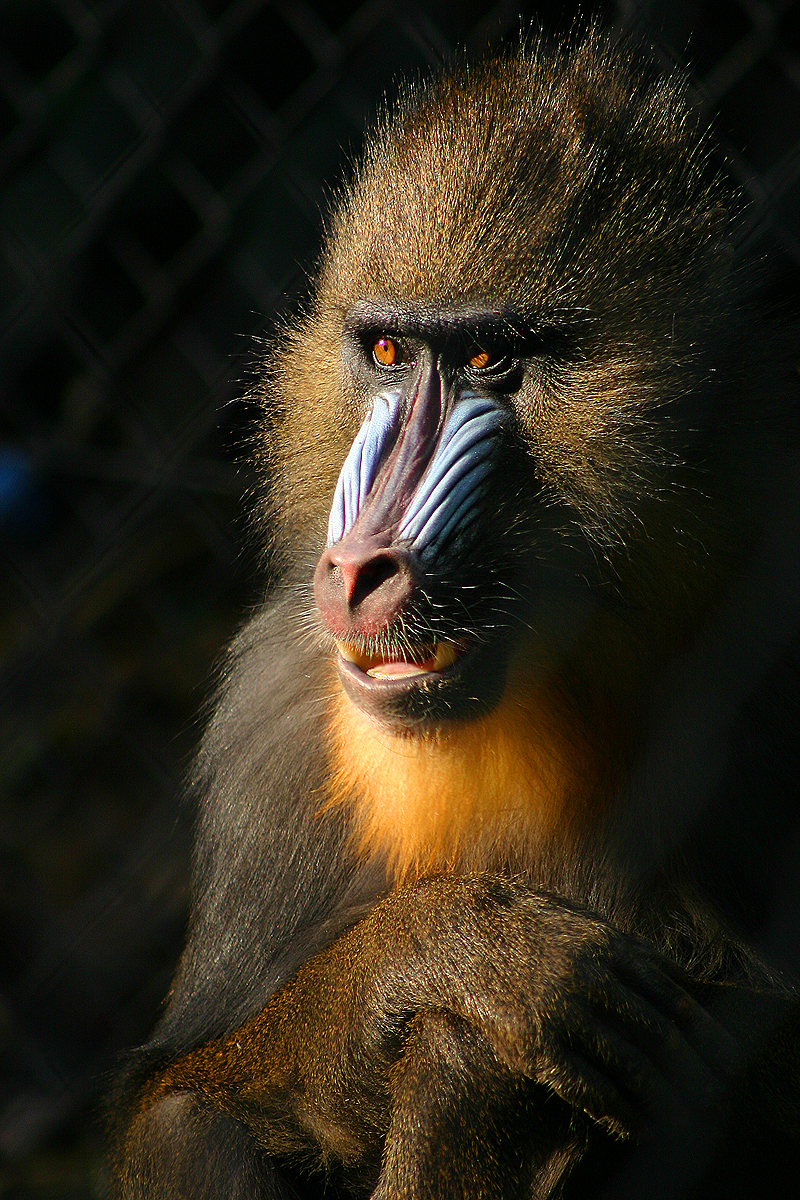
17 Macaco (Affe) 65-66-67-68
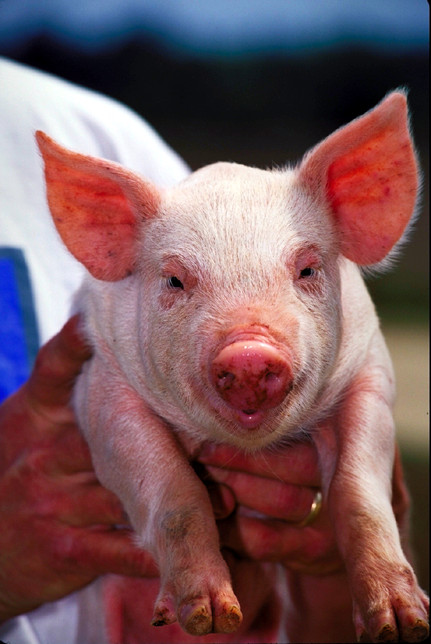
18 Porco (Schwein) 69-70-71-72
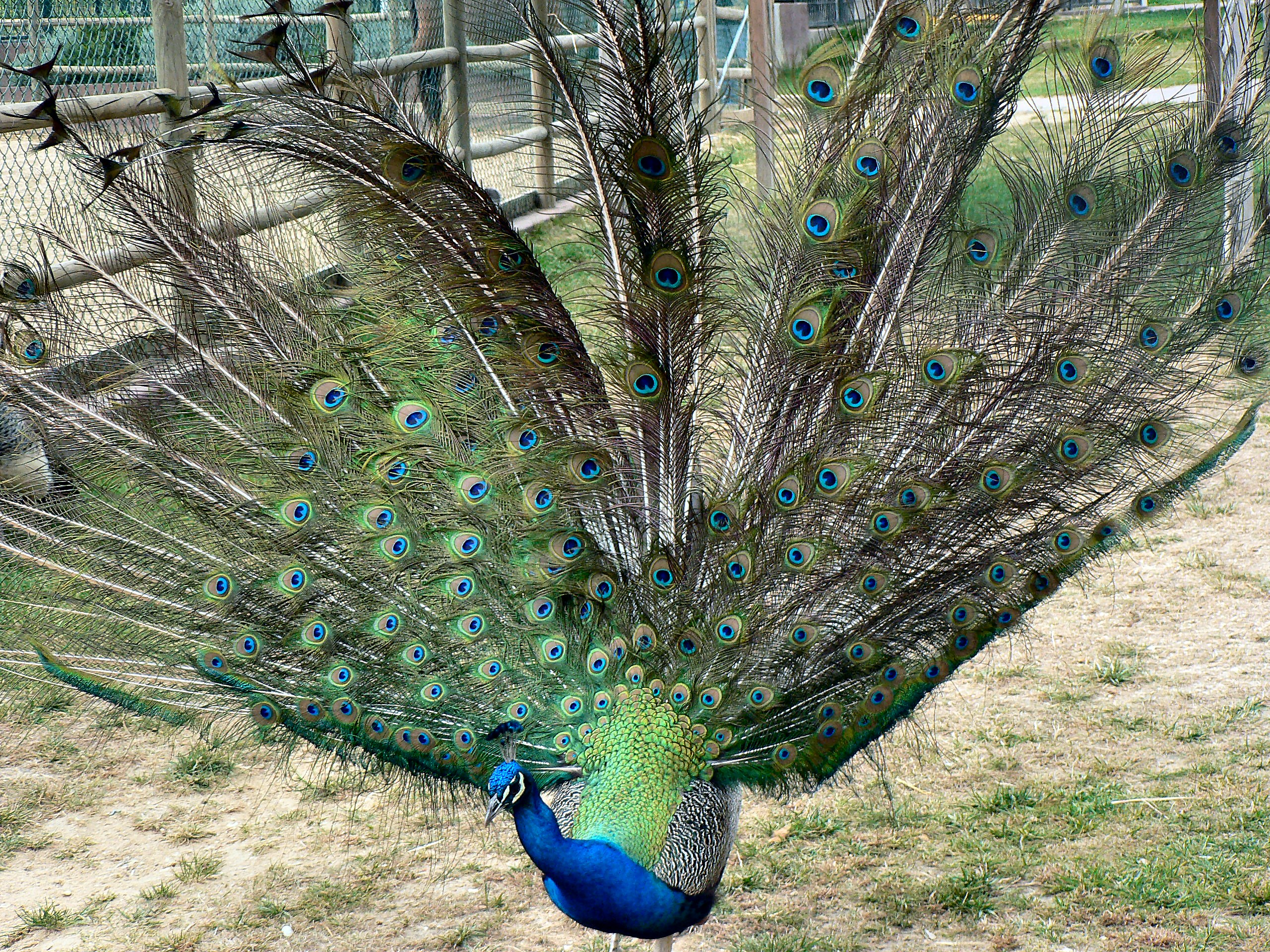
19 Pavão (Pfau) 73-74-75-76
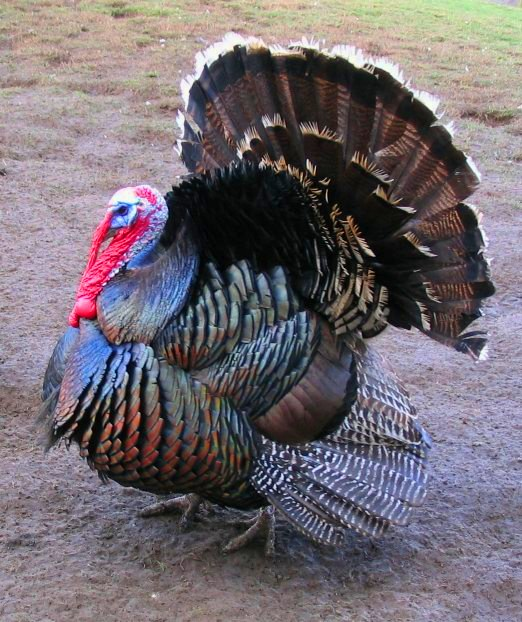
20 Peru (Truthahn) 77-78-79-80
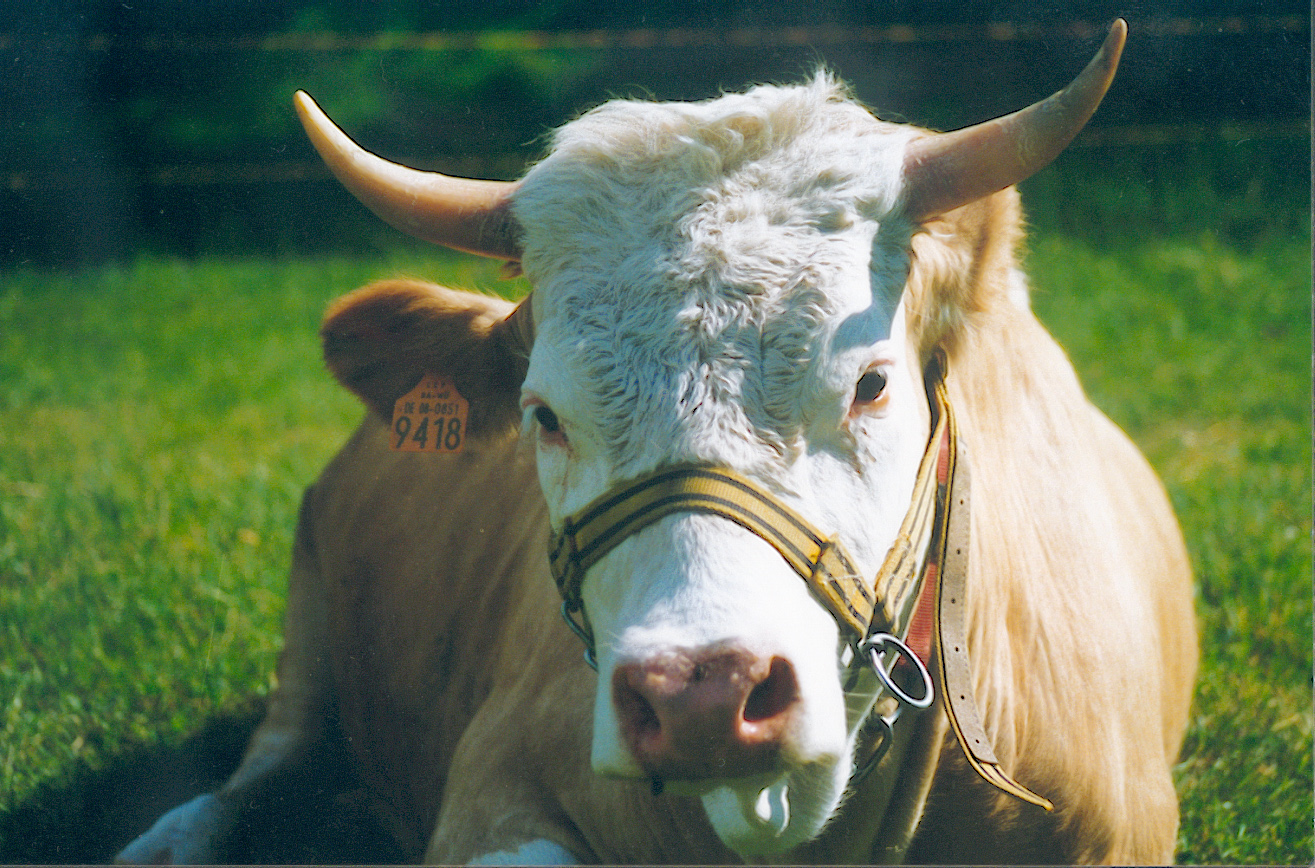
21 Touro (Stier) 81-82-83-84
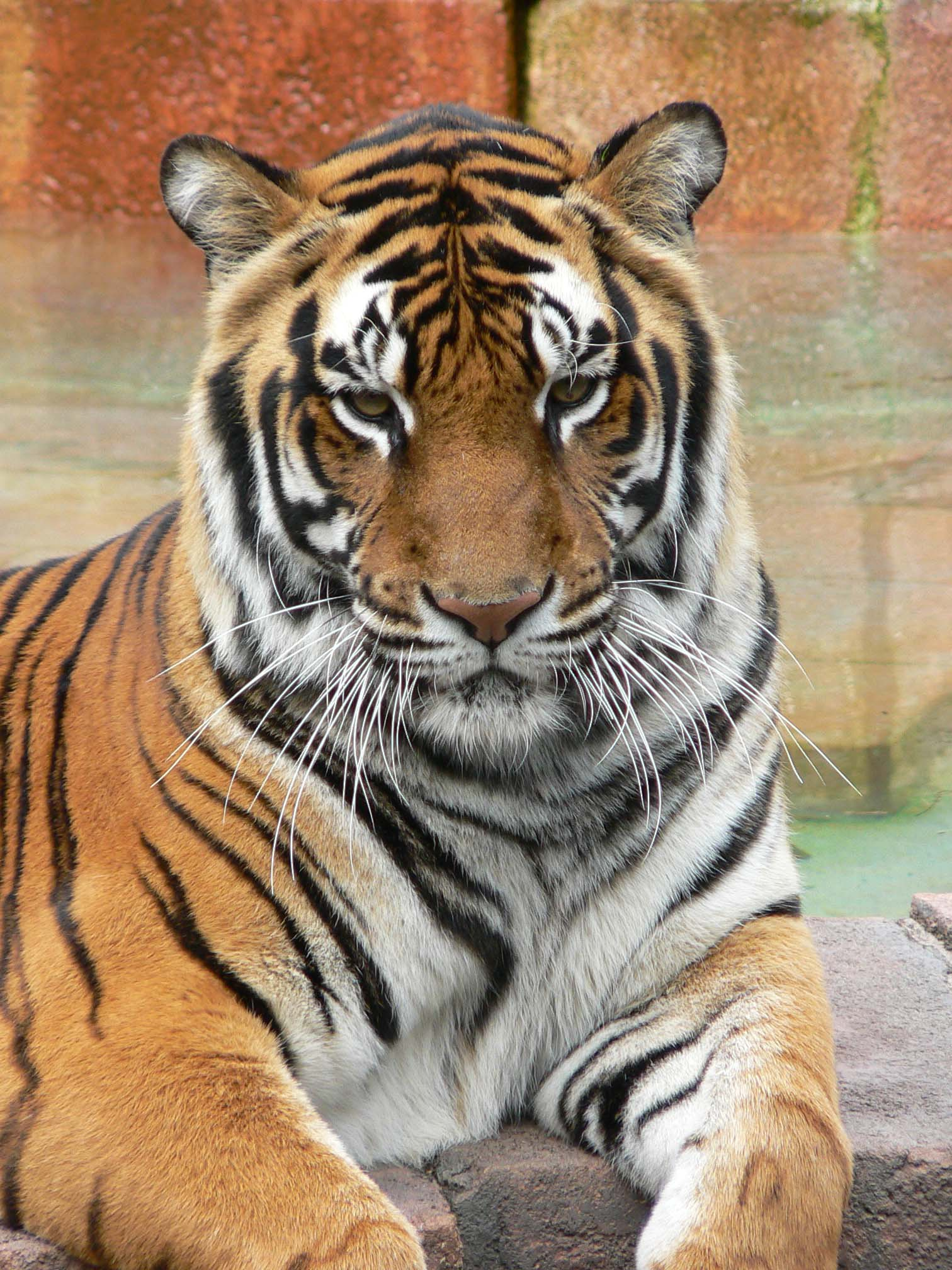
22 Tigre (Tiger) 85-86-87-88
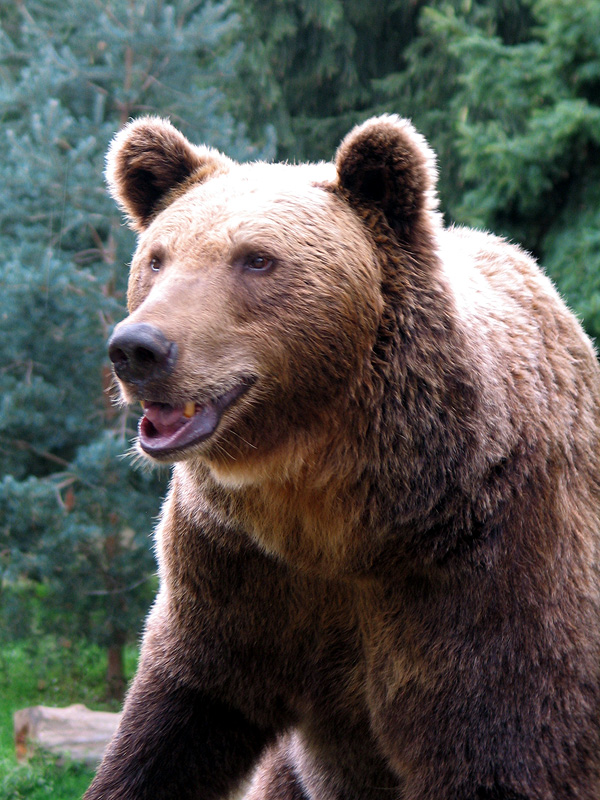
23 Urso (Bär) 89-90-91-92
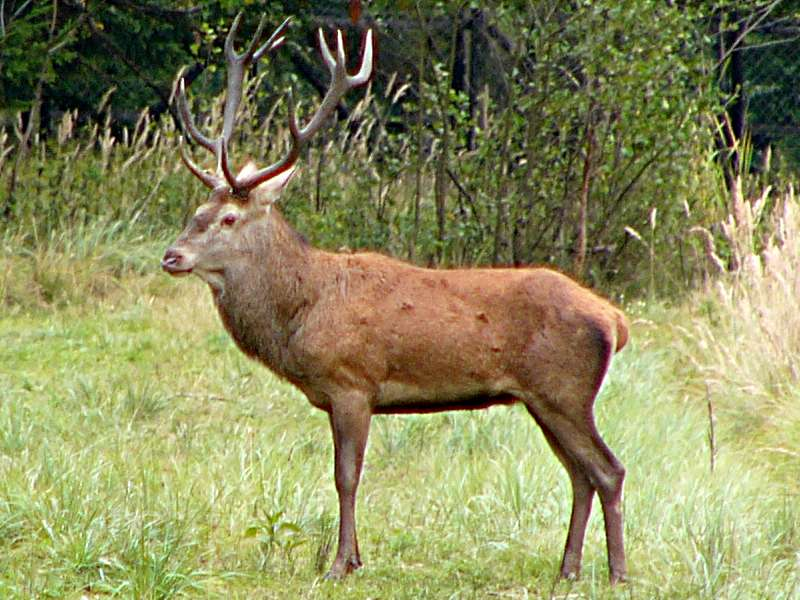
24 Veado (Hirsch) 93-94-95-96
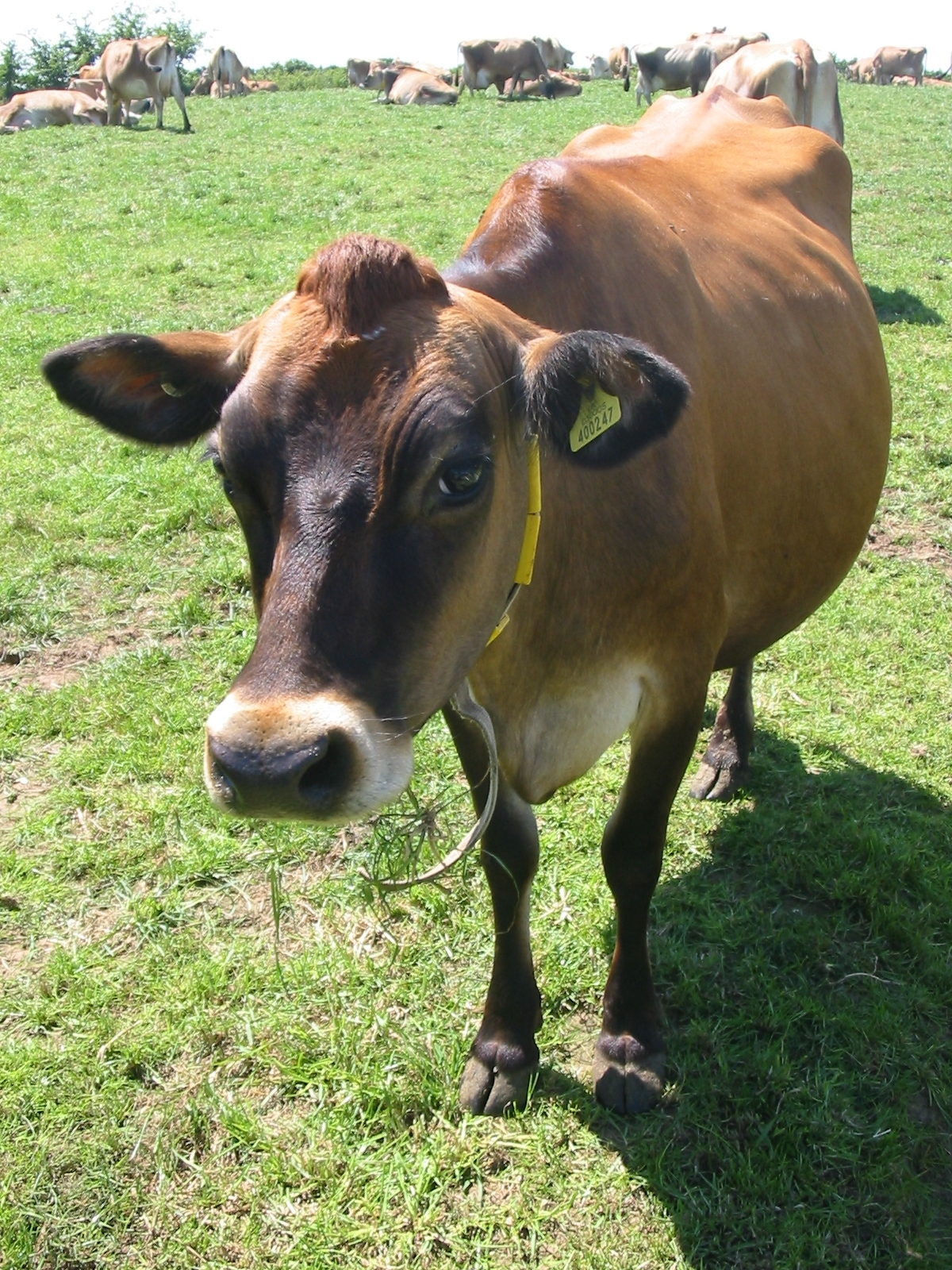
25 Vaca (Kuh) 97-98-99-00